# 飯島真理
飯島 真理（いいじま まり、1963年〈昭和38年〉5月18日 - ）は、日本の歌手、シンガーソングライター、ラジオDJ、音楽プロデューサー、声優、女優、タレント。女性。茨城県土浦市出身。アメリカ合衆国ロサンゼルス在住。血液型はO型。声優が表舞台にいなかった1980年代、歌手デビュー待ちの段階でテレビアニメ『超時空要塞マクロス』のリン・ミンメイを演じ、本人が歌唱する主題歌がアイドル的な人気を得たことで、元祖アイドル声優と呼ばれることがある。

## 来歴
歯科医師の長女として生まれる。兄がいる。音楽好きな両親の影響で3歳からピアノを弾き、小学5年生から作曲を始めた。中学時代から高校時代にクラシックのピアニストになるためドイツのケルンへ音楽留学する予定だったが、当時師事していた杉谷昭子の助言でシンガーソングライターの道を目指す。同時にアメリカのTOTOのファンで影響を受けていた。国立音楽大学附属高校ピアノ科を卒業後、国立音楽大学音楽学部ピアノ科に入学する。
大学在学中、レコード会社に送ったデモテープが認められ、ビクターと契約。歌手デビュー前にテレビアニメ『超時空要塞マクロス』でアイドル歌手リン・ミンメイ役の声優に起用される。
1983年9月に自身の作詞・作曲、坂本龍一プロデュースによる1stアルバム『Rosé』でメジャー・デビュー。同年12月にはシングル「きっと言える」をリリース。
1984年、人気ラジオ番組『ミスDJリクエストパレード』の木曜パーソナリティを担当。劇場版『超時空要塞マクロス 愛・おぼえていますか』の主題歌「愛・おぼえていますか」はオリコン最高7位を記録し、『ザ・ベストテン』などの歌番組にも出演。
以降はアニメ分野から離れ、同年にはシングル「1グラムの幸福」（TBS系『わくわく動物ランド』EDテーマ）をリリース。1985年発売の3rdアルバム『midori』はオリコンチャート2週連続2位を記録。ライブ活動も精力的に行い「学園祭の女王」と呼ばれる。そのため仕事が忙しくなり、留年を繰り返し同年9月に大学を中退した。
1987年、ラジオ番組での共演をきっかけに山下達郎から誘いを受け、MOON RECORDSに移籍。移籍第一弾アルバム『Coquettish Blue』は山下プロデュースとなる予定だったが、飯島の意向でセルフプロデュース作として発表、オリコンTOP10入りを果たす。
1988年にMOON RECORDS移籍2作目となるアルバム『Miss Lemon』を発表。1989年にリリースした『MY HEART IN RED』には、彼女がファンだったTOTOのメンバー、ジョセフ・ウィリアムズやジェフ・ポーカロが参加、「Send Love To Me」ではジョセフとデュエットしている。同年にはヴァン・ダイク・パークスのアルバム『東京ローズ』の収録曲「Calypso」に、フィーチャリング・ヴォーカリストとして参加。その後、『Miss Lemon』から制作をともにする音楽プロデューサーのジェームス・ステューダーと結婚、アメリカ・ロサンゼルスに移住。以後はロサンゼルスを拠点にステューダーとの共同制作で作品を発表し、プライベートでは双子の男児をもうける。
1999年にステューダーと離婚（以後も一部作品で制作に協力）。MOON RECORDSとの契約終了によりインディーズで活動を開始。初の自主制作CD『No Limit』で全曲英語詞に挑戦。以降のアルバムは英語詞中心に、日本語詞を混ぜる構成となる。女優活動も開始し、アメリカのテレビドラマやCM、日本の短編映画に出演する。
2001年にリリースした『Right Now』では、ロベン・フォードおよび、TOTOのスティーヴ・ルカサー、サイモン・フィリップス、マイク・ポーカロが参加している。
2006年、アルバム『Wonderful People』の収録曲「Unspoken Love」が、アメリカ最大のインディー音楽賞とされるJust Plain Folks Music Awardsのベスト・アジアンソング賞を受賞。2008年にはアルバム『Uncompromising Innocence』の収録曲「Swim」を第50回グラミー賞ベストポップ女性アーティスト賞とアレンジ賞に自らエントリーした。
以後も2 - 3年ごとのペースで自主レーベルからアルバムリリースを続けており、また、毎年帰国して東京の白寿ホールでコンサートを行っている。
2022年は「Blues Alley Japan」に会場を移し「Mari Iijima Live in Tokyo 2022 “New Step”」を開催、1部（昼の部）・2部（夜の部）ともにライブ生配信を行った。
2023年は、40周年記念としてビルボードライブ横浜で「Mari Iijima 40th Anniversary Live "The Best Is Yet To Come"」を開催した。
2024年もビルボードライブ横浜で「Mari Iijima "Sweet Dreams"」を開催する。

## 特色

### リン・ミンメイ役
歌手デビュー前に演じた『超時空要塞マクロス』の登場人物、リン・ミンメイのイメージで語られることには葛藤があり、「マクロスやリン・ミンメイに関しては、色々な思いがあります。自分の中で受け入れては解放し、受け入れては引き離し……というプロセスの繰り返しだったんですよ」と語っている。
1982年にビクターと歌手契約を結んだとき、ディレクターから「アニメの新番組の声優オーディションを受けてみないか」と勧められた（当時ビクターは『超時空要塞マクロス』の音楽商品を発売することが決まっていた）。度胸試しのつもりで翌日オーディションを受け、自作曲を弾き語りしたところ、石黒昇チーフプロデューサーの「歌手の役だから歌える人がいい」という一言でミンメイ役に抜擢された。
声優どころかアニメのこともよく知らなかったが、架空のアイドル役を初々しく演じ、「私の彼はパイロット」「愛は流れる」などの作中歌を歌い、振付も自ら考案した。作品のヒットとともに、歌手デビュー前にはファンクラブが発足するなどアイドル的な人気を博した。
劇場版の共同監督を務めた河森正治は「声を当てたのが飯島さんじゃなかったら、ミンメイは物語の中であれほどのアイドルにはなってなかったかも。あれは飯島さんの人気の盛り上がりに触発されたところがあるもの」と述べる。
作品の終了後にも、本業の音楽活動に「リン・ミンメイ」の印象は付いてまわり、一部のファンは現実の彼女に、「リン・ミンメイ」像を投影し、コンサートでミンメイの曲を歌って欲しいと望んだ。マスコミもアイドル扱いで、取材で「飯島さんって自分でも曲を書かれていたんですか?」と言われることが多かった。
これらの悩みから、意識的に続編や企画に関わることを止め、コンサートで「愛・おぼえていますか」を歌わないこともあった（周囲のスタッフ陣も気を遣ったという）。1989年に渡米した理由の一つには、「リン・ミンメイ」という名前から逃れたいという気持ちがあった。
その後、アメリカで活動を始めると、『ロボテック（Robotech）』 の影響で『マクロス』の知名度が高いことに驚かされ、海外のファンが役とのジレンマを理解して接したことで、改めてすごい作品に出演していたのだと実感した。1990年代半ばから『マクロス』関連イベントやゲーム制作に関わり、アニメソングライブや海外のアニメコンベンションにもゲスト出演するようになった。
2006年、米国で発売開始された英語吹替版DVD『Super Dimension Fortress MACROSS』では、英語吹替で22年ぶりにリン・ミンメイの声当てを担当した。日本原作アニメの声優が、海外版で同一キャラクターを演じるのは史上初の試みであり、現地在住歴の長い飯島ならではの仕事といえる。一時はミンメイの顔も見たくないと思った時期もあったが、録音スタジオで久しぶりに対面したときには涙が溢れ、心の中で「あなたのことは一生私が面倒を見るからね」と約束したという。
『マクロス』の主人公、一条輝を演じた長谷有洋とは共演後も姉弟のように仲がよく、家族ぐるみで親交を深めていた。1996年に長谷が不慮の死を遂げた直後に行われたライブでは、アンコールで長谷への追悼の意をこめた楽曲を歌唱。長谷への追悼曲「忘れない」は今もアルバム未収録曲である。

### 『マクロス』関連の活動
- 1982年〜1983年 - 『超時空要塞マクロス』でリン・ミンメイ役を担当。
- 1984年 - 『超時空要塞マクロス 愛・おぼえていますか』でミンメイ役を担当。主題歌「愛・おぼえていますか」をリリース。
- 1993年 - ベスト・アルバム『The Classics』で「愛・おぼえていますか」をリメイク。
- 1995年
  - 続編『マクロス7』でヒロイン、ミレーヌ・ジーナス役を演じた桜井智に楽曲提供。
  - ベストアルバム『Best of the Best』で「天使の絵の具」（劇場版エンディングテーマ）をリメイク。
- 1997年
  - 『マクロス』放送15周年記念ライブ「MACROSS ONENIGHT STAND」（渋谷公会堂）に出演。
  - ミンメイ（飯島）とミレーヌ（桜井）のデュエットシングル「Friends〜時空を越えて〜」を制作。 飯島と桜井の所属会社からそれぞれジャケットとカップリング違いで発売。
  - ゲーム『MACROSS DIGITAL MISSION VF-X』の主題歌「Only You」やBGMを作曲（主題歌は歌詞も担当）。
  - ゲーム『超時空要塞マクロス 愛・おぼえていますか』のムービーパートでミンメイの声当てを担当。
- 2002年
  - セルフカバー・アルバム『MARI IIJIMA sings LYNN MINMAY』を発表。ミンメイの心境を思い描いた新曲「Why?」を加えた。
  - ネット配信のマクロス20周年記念スタジオライブ「MACROSS THE TRIBUTE LIVE!」に出演。
- 2006年 - 英語吹替版DVD『Super Dimension Fortress MACROSS』でミンメイの声当てを担当。
- 2007年 - マクロス25周年記念ライブ「Minmay meets Fire Bomber」（日本青年館）に出演。
- 2009年
  - マクロス元年記念シングル『超時空アンセム2009 息をしてる 感じている』を作詞・作曲・プロデュース。福山芳樹・チエ・カジウラ（Fire Bomber）、May'n（シェリル・ノーム）、中島愛（ランカ・リー）ら「マクロスシリーズ」の歴代シンガーと歌う。
  - 上記4名とともに「マクロス クロスオーバーライブ A.D.2009×45×59」（幕張メッセイベントホール）に出演[12]。
- 2011年 - ゲーム『マクロストライアングルフロンティア』にミンメイ役の声優として出演。
- 2013年
  - ゲーム『マクロス30 銀河を繋ぐ歌声』にミンメイ役の声優として出演。
  - マクロス30周年記念ライブ「マクロス クロスオーバーライブ30」（幕張メッセ）に出演。息子のアンディがギターを伴奏した。
- 2014年
  - 自主レーベル「marimusic」からセルフカバー・ミニ・アルバム『Dancing with Minmay[13]』をリリース。
  - ラヂオもりおか「音楽映画祭（9月28日13時15分〜）」にゲスト出演[14]。
- 2016年 - 「スーパーロボット魂2016 "春の陣"」東京公演2日目に出演。
- 2017年
  - 「スーパーロボット魂2017 "春の陣"」東京公演1日目に出演。
  - 「Anime Expo 2017」（ロサンゼルス）にてミニライブを開催。
  - ゲーム『歌マクロス スマホDeカルチャー』にミンメイ役の声優として出演。
  - 「マクロス35周年×羽田健太郎 10th Memorial 「超時空管弦楽」remember ヘルシー・ウィングス・オーケストラ」に出演。
- 2019年
  - 「スーパーロボット魂2019"春の陣"」東京公演1日目に出演。
  - NHK BSプレミアム『発表!全マクロス大投票』にシークレットゲストとして出演。「歌」部門1位を獲得した「愛・おぼえていますか」を歌う[15]。
  - 「MACROSS CROSSOVER LIVE 2019」（幕張メッセ）に出演。

## エピソード
公式プロフィールにおいてデビュー作は1983年9月のアルバム『Rosé』と記されており、飯島自身もそう認識しているが、その前に『スプーンおばさん』の主題歌でもある「夢色のスプーン」を収録したシングルが発売されているため、実質的にはこれが歌手としてのデビュー曲である。ただ、当時の飯島はこれがレコードになることも知らず頼まれて歌入れしたため、「あれが私のキャリアの中でどういう位置に置かれるかは私にもわかりません」と述べている。作詞者の松本隆はこの件に触れながらも、自身にとっては「誇れる仕事だと思う」と語っている。なお、松本はメジャー・デビュー後もシングル「1グラムの幸福」「セシールの雨傘」を作詞しているが、飯島が『マクロス』に出ていたことは、あとから映画を観るまで知らなかったという。個人的に『マクロス』をやってみたかったという思いが、『星間飛行』（『マクロスF』挿入歌）の作詞を引き受ける動機の一つになった。
愛称の「まりン」はデビューアルバム『Rosé』収録曲のタイトルに由来するが、同曲で歌われている「まりン」とは東急ハンズで購入した「赤い水玉模様の服を着て、細くて白い腕で鉄棒に掴まり逆上がりをするピエロの人形」の玩具のことであり、飯島真理本人を指すわけではない。立川恵作の少女漫画『夢食案内人』にはこれに由来する「まりん」というキャラクターが登場する。
『マクロス』のミンメイ役は小学生の頃のぬいぐるみ遊びをイメージし、地声よりも高い声で演じていた。のちにアメリカで女優としてボイストレーニングを受けたとき、声のレンジを下げる練習をして声帯を傷め、その後は声を戻す努力をしている。
『ザ・ベストテン』初出演時にハンバーガーが大好物と話したところ、司会の久米宏にジョークで「ハンバーガーみたいな丸い顔」と言われた。歌手の杉真理（すぎ まさみち）とは同じ「真理」という名前から親交があり、「いつものパーティー」（シングル『1グラムの幸福』B面曲）でデュエットした。飯島は杉の12インチ・シングルやコンサート「杉真理とその仲間たち」にゲスト参加している。1980年代のアルバムのタイトルは「色」をコンセプトにしていた。

## ディスコグラフィ

### シングル・マキシシングル・EP
1. 夢色のスプーン / リンゴの森の子猫たち（1983年4月5日）
  - 松本隆作詞/筒美京平作曲/川村栄二編曲。NHKアニメーション『スプーンおばさん』オープニング・エンディングテーマ。「リンゴの森の子猫たち」はみんなのうたでも放送された。またアーケードゲーム『ボンジャック』でも使用されていた。ジャケットは二つ折りとなっており、表面は『スプーンおばさん』のキャラクターのイラストで、裏面は左側に歌詞が、右側が飯島の写真を使用した別ジャケットとなっていた。
  - 『夢色のスプーン』はビクターの歌手別シングルベスト『CD FILE』に収録されているが、レコード会社移籍後のため本人が選曲したものではない。アニメ主題歌のオムニバス版『ニルスのふしぎな旅/スプーンおばさん』（VICL-60427/8）には両曲が収録されている。[要検証 – ノート]
2. きっと言える / ひみつの扉（1983年11月5日）
  - 坂本龍一編曲。初回リリース分は、ピクチャーレーベル（ピンク、薄みどり、白色）となっており、ドーナツ盤ではない。重版は、当時のビクターのレーベル（赤色＋白色）となり、さらにドーナツ盤となっている。
3. 愛・おぼえていますか / 天使の絵の具（1984年6月5日）
  - 安井かずみ作詞/加藤和彦作曲/清水信之編曲（愛・おぼえていますか）/飯島真理作詞・作曲/清水信之編曲（天使の絵の具）。東宝映画『超時空要塞マクロス 愛・おぼえていますか』主題歌・エンディングテーマ。初回盤はドーナツ盤ではなく、飯島の写真が印刷されたピクチャーレーベル仕様となっている。
4. 1グラムの幸福 / いつものパーティー (Single Version)（1984年11月5日）
  - 松本隆作詞/飯島真理作曲/清水信之編曲。TBS系クイズ番組『わくわく動物ランド』エンディングテーマ。1996年にTBS系ドラマ『愛の劇場・ラブの贈りもの』の主題歌として近藤名奈がカバーしている。
5. セシールの雨傘 / フォトグラフ（1985年8月21日）
  - 松本隆作詞/飯島真理作曲/清水信之編曲。
6. 遥かな微笑み 〜黄土高原〜 / スコールの少年 / I LOVE YOUは言えない（1986年7月21日）
  - 12インチシングル。坂本龍一のアルバム『未来派野郎』の収録曲「黄土高原」に歌詞を付けカバー。
7. People!People!People!（1987年5月10日）
  - 日本テレビ系『ワールドクイズ ザ・びっくり地球人!』エンディングテーマ
8. 鏡よ、鏡! 〜I wanna marry you〜（1988年3月25日）
9. Blue Christmas（1988年11月10日）
10. Still（1989年4月25日）
11. Secret（1989年9月25日）
12. 日曜日のデート（1990年2月10日）
13. さよならが言えない（1990年5月25日）
14. 僕らは天使じゃない（1990年9月26日）
15. Love is a miracle（1991年10月25日）
  - フジテレビ系妻たちの劇場・『家族あわせ』主題歌
16. キ・ラ・イ（1992年10月25日）
  - 関西テレビ系『さんまのまんま』オープニングテーマ
17. Don't fade out! 〜フェイド・アウトはやめて〜（1994年7月25日）
  - テレビ朝日『週刊地球TV』EDテーマ
18. 愛を探して 〜Is there anybody out there?〜（1995年8月25日）
  - マキシシングル
19. Forever Young 〜君に会いたい〜（1996年7月10日）
  - フジテレビ系『上岡龍太郎にはダマされないぞ』エンディングテーマ
20. 三日月のカヌー（1997年8月25日）
  - テレビ東京『ねらわれた学園』主題歌
21. Friends 〜時空を越えて〜（1997年11月21日）
  - 桜井智とのデュエット
22. Eternal Love 〜光の天使より〜 / 天使たちの休息（2002年9月4日）
  - ゲーム『ギャラクシーエンジェル』オープニング・エンディングテーマ
23. Eternal Love 2003（2003年6月27日）
  - ゲーム『ギャラクシーエンジェル Moonlit Lovers』オープニングテーマ
24. 2 Seconds of Infinity（marimusic、2011年7月30日）
  - 「Forever Crush」「Special」「真夜中のフォト -Midnight Photo-」「Goodbye My Love」
25. チュリル チュリラ（2012年3月25日）
  - 「チュリル チュリラ」「あなたの花になりたい」「The Unconventional」
26. Eternal Forest（2013年8月17日）
  - 「Eternal Forest」「Sky's Dance」
27. ANGER IS THE NEW SADNESS（marimusic、2018年8月25日）
  - 「無言の復習 -Silent Revenge-」「Russia Gate」「Emotionally Unavailable」「Vulnerability」
28. Honto No Ai（marimusic、2020年9月21日）
  - 「本当の愛 - Honto No Ai」「Just Once」「Clockwork Ballerina」「透明な風 - Tomei Na Kaze
  - ジャケット違いの「Type-A」と「Type-B」がある。収録曲は同じ。

### オリジナル・アルバム
1. Rosé（ビクター、1983年9月21日）
  - 坂本龍一プロデュース&アレンジ。後藤次利（ベース）、林立夫、山木秀夫（ドラム）、大村憲司（ギター）、清水靖晃（サックス）、向井滋春(トロンボーン)らが参加。
2. blanche（ビクター、1984年3月21日）[注 5]
  - 吉田美奈子プロデュース&アレンジ
3. Midori（ビクター、1985年3月5日）
  - 清水信之サウンドプロデュース&アレンジ
4. KIMONO STEREO（ビクター、1985年11月21日）
5. Coquettish Blue（MOON、1987年6月5日）
6. Miss Lemon（MOON、1988年4月10日）
7. My Heart in Red（MOON、1989年5月10日）
  - ジェフ・ポーカロやジョセフ・ウィリアムズ、ネイザン・イーストなど参加。
8. It's a love thing（MOON、1990年9月26日）
9. Believe（MOON、1991年10月25日）
10. Different Worlds（MOON、1993年10月25日）
11. Love Season（MOON、1994年7月25日）
12. Sonic Boom（MOON、1995年9月25日）
13. Good Medicine（MOON、1996年7月25日）
14. Europe（MOON、1997年8月10日）
15. Rain & Shine（MOON、1998年3月25日）
16. No Limit（1999年12月10日）
17. Right Now（2001年9月12日）
  - ロベン・フォード、スティーヴ・ルカサー、サイモン・フィリップス、マイク・ポーカロなどが参加。
18. Silent Love（marimusic、2004年3月3日）
19. WONDERFUL PEOPLE（marimusic、2005年7月27日）
  - デイビッド・ラブリュイエール、マイケル・チャベスなどが参加。
20. Uncompromising Innocence（marimusic、2007年1月24日）
  - ミック・カーン、デイビッド・ラブリュイエール、マイケル・チャベスなどが参加。
21. Echo（marimusic、2009年9月2日）
  - ヴァン・ダイク・パークス、アラン・パーソンズ・プロジェクトのイアン・ベアンソンが参加。
22. TAKE A PICTURE AGAINST THE LIGHT（marimusic、2012年10月21日）
23. SHARP AS A KNIFE, SWEET AS STRAWBERRIES（marimusic、2014年9月24日）
24. Awakening（marimusic、2016年9月3日）
25. CHAOS AND STILLNESS（marimusic、2018年1月6日）
26. Being Myself（marimusic、2022年11月2日）
27. Airy（marimusic、2024年10月23日）

### 企画アルバム
1. Starlight, Moonshadow（ビクター、1985年07月21日）
  - Instrumentalのベスト盤。編曲・指揮は服部克久。
  - 「フォトグラフ」は80年代後半KBS京都天気予報BGMで使われていた。
2. 飯島真理SONGメモリー（ビクター、1986年10月21日）
  - 『超時空要塞マクロス』のリン・ミンメイ全曲集
3. The Christmas Song（MOON、1989年11月10日）
4. Present（MOON、1989年）非売品
5. For Lovers Only（MOON、1990年05月25日）
6. Something Special Live（MOON、1990年）ライブ・アルバム
7. Merry Christmas, Melody（MOON、1996年8月20日）
  - 『The Christmas Song』に2曲追加
8. Mari Iijima sings Lynn Minmay（ビクター、2002年11月7日）
9. palette（ビクター、2007年03月07日）
  - ビクター所属時代のシングル・コンプリート、『Starlight, Moonshadow』の再編集版の2枚組。
10. Dancing with Minmay（marimusic、2014年10月08日）
11. FOR LOVERS ONLY Ⅱ（marimusic、2023年8月2日）　
  - 飯島真理デビュー40周年Year第一弾アルバム。
  - 新曲「Ghost」を含むスペシャル・カバー・アルバム。全7曲。

### ベスト・アルバム
1. Variée（ビクター、1984年12月5日）
2. SUPER（ビクター、1986年9月5日）
3. GOLD（ビクター、1988年10月21日）
4. CD FILE（ビクター、1989年3月21日）
5. The Classics（MOON、1993年1月25日）
6. BEST OF BEST（ビクター、1994年6月25日）
7. Best of The Best（MOON、1995年6月25日）
8. Gems（marimusic、2004年）
9. Mari picks "The Ultimate Collection (1983-1985)"（ビクター、2005年4月20日）
10. Mari picks "The Ultimate Collection (1987-1999)"（ワーナー、2005年4月20日）
11. スーパー・ベスト（2011年12月21日、TSUTAYA限定発売）
12. ゴールデン☆ベスト〜ビクター・イヤーズ（ビクター、2015年5月27日）
13. G（marimusic、2019年9月14日）
  - 飯島自身のレーベル MARIMUSIC の20周年記念コンセプショナル・ベスト・アルバム。2つの新曲を含むラブソング14曲。
14. MARI IIJIMA all time best album(Victor, Warner, and marimusic　2023年10月4日）
  - 飯島真理デビュー40周年Year第二弾アルバム。
  - オール・タイム・ベスト。トータル53曲、「Her」「Him」「Us」のCD３枚組。
  - 飯島真理本人が選曲、カヴァー写真選択&デザイン監修、マスタリング監修、ライナー・ノーツ執筆などをこなす。
  - 初回盤に付属するDVDは、これまでに制作されたMVと、発売されたライブ映像からのベスト・セレクション。

### 配信シングル・アルバム
1. Before Rain & Shine (marimusic、2008年5月18日)
  - Album "Rain & Shine"(1999年) 制作時に作られたデモ集。
2. Unleashed (marimusic、2008年10月1日)
  - 未公開作品を中心にまとめられたCD。
3. Mari Iijima Live at Akasaka Blitz 1999(2014年4月21日)
4. No One is（2019年8月7日）
  - デジタルトラック（bandcamp）
5. January Morning（2020年2月17日、2020年8月23日）
  - デジタルトラック（bandcamp）
  - コービー・ブライアントに捧げられた曲
  - 初版が2020年2月17日にリリース。
  - Brian Reevesとの共同リワーク版が2020年8月23日にリリース。
6. The Christmas Song 2020（2020年12月20日）
  - デジタルトラック（bandcamp）
7. 飯島真理 - Night Tempo presents ザ・昭和グルーヴ（ビクター、2022年8月31日)
  - Night Tempoによる「昭和グルーヴ」第14弾。

### 楽曲提供
- 小川範子 - 「もう一度会いたい」
- 小泉今日子 - 「二人」
- 梅林茂 - 「Birthday」（作曲：梅林茂）
- 斉藤由貴 - 「親知らずが痛んだ日」（作詞：田口俊）、「眠り姫」（作詞：斉藤由貴）
- 木原美智子 - 「雨の日の出来事」、「サマー・ラブ」
- 櫻井智 - 「あなたへのLove Song」、「あいたくてもあえない」「MY TOWN」（作詞：櫻井智）
- Milky Dolls（櫻井智、井上喜久子、三石琴乃、並木のり子、今井由香） - 「Only You」（ゲーム『MACROSS DIGITAL MISSION VF-X』主題歌）
- 『Lorna Doone（英語版）』 - 1922年製作の無声映画。2001年にDVD化された際、BGM制作を担当。
- IMAGINATION FILEシリーズ - 『SUDDEN SHOWER』、『June 31（永すぎた6月）』（鈴木茂プロデュース+編曲のInstrumentalアルバムシリーズ）

## 出演
太字はメインキャラクター。

### テレビアニメ
- 超時空要塞マクロス（1982年、リン・ミンメイ[20]）
- Super Dimension Fortress Macross（2006年、Lynn Minmay）
  - 超時空要塞マクロスのノーカット・ノー編集英語吹き替え版でありADV FilmsよりDVDで発売された。飯島はオリジナルの日本語版で演じたリン・ミンメイの声を英語で吹き替えている。

### 劇場アニメ
- 超時空要塞マクロス 愛・おぼえていますか（1984年、リン・ミンメイ）

### ゲーム
- マクロスシリーズ - リン・ミンメイ 役
  - 超時空要塞マクロス 愛・おぼえていますか（1997年）
  - マクロスエースフロンティア（2008年）
  - マクロスアルティメットフロンティア（2009年）
  - マクロストライアングルフロンティア（2011年）
  - マクロス30 銀河を繋ぐ歌声（2013年）[21]
  - マクロスΔスクランブル（2016年）[22]
  - 歌マクロス スマホDeカルチャー（2017年 - 2021年）
  - マクロス -Shooting Insight-（2024年）[23]
- COOL GIRL（2004年、アスカ[24]）
- スーパーロボット大戦X-Ω（2018年、リン・ミンメイ）

### テレビドラマ
- Pacific Blue（1999年） - Kiko 役（アメリカの連続テレビドラマ）
- Spyder Games（2001年、MTV） - Soraya 役
- GREEN TEA-R 緑色の涙（2004年） - 若林洋子 役[25]

### テレビ
- ザ・ベストテン（TBS）
- ザ・トップテン（日本テレビ）
- 一枚の写真（フジテレビ）
- オールナイトフジ（フジテレビ）
- 森田一義アワー 笑っていいとも!（フジテレビ）
- 突然ガバチョ!（MBS）
- サウンドファイター（千葉テレビ）

### ラジオ ・ レギュラー放送
真理と容子のホップステップミュージック
東海ラジオ。鹿取容子とパーソナリティ。
心のラジオ
ニッポン放送（1983年10月 - 1984年4月）。番組内容など不明。
ミスDJリクエストパレード
文化放送（1984年1月 - 1984年9月）。木曜日担当。
飯島真理のまりン局 〜ハロースカイバード〜
TBSラジオ 日曜日 19:00 - 19:30（1984年10月14日 - 1984年11月4日） → 日曜日 14:00 - 14:30（1984年11月11日 - 1985年3月） → 日曜日 17:00 - 17:30（1985年4月 - 1986年3月）。パーソナリティー。
レコパル音の仲間たち 飯島真理の青春音楽館
エフエム東京 日曜日20：00 - 20:55（ - 1986年3月）。 パーソナリティー。
飯島真理の青春オンザロード
横浜エフエム放送19:30 - 20:00（1987年4月2日 - 1989年3月30日：全105回）。横浜市がスポンサーの番組で、横浜市内のイベントや観光情報をメインにしながら、当時の若者に向けた情報番組として放送されていた。クリスマスなどのイベント時には、飯島真理本人のライブ（ピアノ生演奏など）を放送していた。
FMナイトストリート
JFN0:00 - 2:00（1986年10月3日 - 1988年4月1日、全79回）。放送開始当時は、FM福井、三重、富山、秋田、岩手、群馬、中九州（熊本）、山口、山陰（鳥取、島根）、青森、新潟の11局ネット。当時、FM群馬・FM三重のみ0時 - 2時の2時間放送で、その他のJFNネット局は、1時 - 2時までの1時間のみの放送。
ABC東京発 アーチストNOW
ABCラジオ（1987年10月 - 1988年3月）。ジャッキー・リンと火曜日担当。
シャリバリ・パーティー
エフエム富士毎週土曜日16:00 - 17:00（1989年4月1日 - 1989年9月30日、全27回）。毎週、3 - 4人（組）のアーティストをゲストに迎え、それぞれ、約7〜8分のインタビューをオンエアー。AMでは、福井放送（月 - 土21:45 - 22:00）と宮崎放送（月 - 金24:30 - 24:40）にてオンエアーされた。
飯島真理フロムL.A
AM各局
飯島真理のLA NOW!
エフエム西東京『WEEKLY MUSIC TOP20』内のマンスリー・ゲストコーナー、毎月第3土曜日14:30 - 15:00（2017年1月21日 - ）。Podcastによるアーカイブ配信あり。

### CM
- 発表!全マクロス大投票（NHK総合、リン・ミンメイ）
- 学研ホールディングス「マイコーチ」（CMソング歌唱）

### その他（ゲスト出演）
1. 「デ・ジ・キャラット＆エンジェル隊コンサート in 横浜アリーナ」（2003年1月23日、BRDV-0003A,B）
  - 「Eternal Love 〜光の天使より〜」を披露。